# Beta Serpentis
Beta Serpentis (β Ser / β Serpentis / 28 Serpentis) es un sistema estelar en la constelación de Serpens.
Recibe el nombre tradicional de Chow, del mandarín 周, zhōu, en referencia a la dinastía Zhou.
Se encuentra a 155 años luz del sistema solar y forma parte de la corriente de estrellas de la asociación estelar de la Osa Mayor.
La estrella principal, Beta Serpentis A, es una subgigante blanca de tipo espectral A2IV de magnitud aparente de +3,65.
Su temperatura superficial alcanza los 8549 K y su luminosidad es 61 veces superior a la luminosidad solar.
Gira sobre sí misma a gran velocidad —su velocidad de rotación es de al menos 189 km/s—, siendo su período de rotación inferior a 23 horas.
Tiene una masa entre 2,4 y 2,5 masas solares.
Acompaña a la subgigante Beta Serpentis B, una enana naranja de tipo K3V y magnitud +9,9.
Separada de ella al menos 1500 UA, emplea más de 31.000 años en completar una órbita.
Una tercera estrella de magnitud +10,7, Beta Serpentis C, también forma parte del sistema; es asimismo una enana naranja cuyo radio orbital alrededor del par AB es igual o mayor de 9500 UA, lo que implica un amplio período superior a 500.000 años.